# Okres Plzeň-město
Okres Plzeň-město (deutsch: Bezirk Pilsen-Stadt) ist ein Bezirk und ehemalige Verwaltungseinheit im Plzeňský kraj in Tschechien. Er ist der kleinste Bezirk aber gleichzeitig der mit der höchsten Bevölkerungsdichte im Plzeňský kraj. 181.600 Einwohner leben auf einer Fläche von 261,46 km². Den Großteil der Fläche bildet die Stadt Pilsen mit einem Einwohneranteil von etwa 92 %.
Bis zum 31. Dezember 2006 war die Stadt Pilsen der einzige Ort im Bezirk. Am 1. Januar 2007 wurde der Bezirk um die Gemeinden Dýšina, Chrást u Plzně und Kyšice aus dem Okres Plzeň-sever, die Stadt Starý Plzenec und die Gemeinden Chválenice, Letkov, Lhůta, Losiná, Mokrouše, Nezbavětice, Nezvěstice, Šťáhlavy, Štěnovický Borek und Tymákov aus dem Okres Plzeň-jih erweitert.

## Wirtschaft
Es handelt sich um ein stark industrialisiertes und urbanisiertes Gebiet. Die wichtigsten Branchen sind Maschinenbau, Elektrotechnik und Brauerei- und Spirituosenindustrie. Zu den größten Arbeitgebern gehören: Škoda, Matsushita Television Central Europe, Panasonic, Siemens und die Brauerei Plzeňský Prazdroj. Landwirtschaft spielt im Bezirk kaum eine Rolle im Gegensatz zu den 4.000 Baubetrieben und 14.000 Handelsbetrieben. Die Arbeitslosigkeit beträgt 7,4 %. 2001 waren im Bezirk 77.000 Besucher, davon 42.000 Ausländer, die etwa 3,2 Tage blieben.

## Sehenswürdigkeiten
- Teichwirtschaft im Pilsener Stadtteil Bolevec aus dem 15. Jahrhundert
- denkmalgeschützte Altstadt Pilsens
- denkmalgeschützte Dorfarchitektur (z. B. im Pilsener Stadtteil Koterov)
- Burgruine Radyně
- frühmittelalterliche Burg in Starý Plzenec mit romanischer Rotunde
- Schloss Kozel

## Städte und Gemeinden

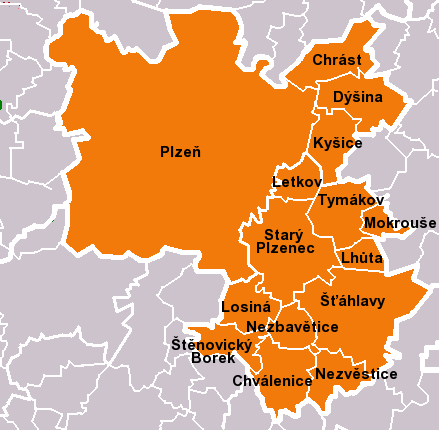
Orte im Okres Plzeň-město

| Plzeň                                  | 174.007 |
| Starý Plzenec                          | 5232    |
| Quelle: Ergebnis der Volkszählung 2021 |         |

| Dýšina                                 | 1821 |
| Chrást                                 | 1886 |
| Chválenice                             | 765  |
| Kyšice                                 | 1059 |
| Letkov                                 | 835  |
| Lhůta                                  | 206  |
| Losiná                                 | 1424 |
| Mokrouše                               | 317  |
| Nezbavětice                            | 243  |
| Nezvěstice                             | 1418 |
| Šťáhlavy                               | 2923 |
| Štěnovický Borek                       | 638  |
| Tymákov                                | 1084 |
| Quelle: Ergebnis der Volkszählung 2021 |      |